# Segart
Segart ist eine spanische Gemeinde in der Provinz Valencia, in der Comarca Camp de Morvedre.
Sie grenzt an die Gemeinden Albalat dels Tarongers, Estivella, Serra und  Nàquera.